# Giovanni Brizzi
Giovanni Brizzi (Bologna, 23 luglio 1946) è uno storico italiano.

## Carriera
Giovanni Brizzi è stato professore ordinario di Storia romana presso l'Università di Bologna dal 1986 al 2016. Ha insegnato nell'Ateneo di Sassari e di Udine prima di rientrare a Bologna (a.a. 2000/2001). È stato più volte professore alla Sorbona IV di Parigi negli a.a. 1993/94 (insegnamento annuale) e 2005/06 (semestre). È socio ordinario della Deputazione di Storia Patria per le Province di Romagna, è stato, inoltre, insignito del premio 'Mario di Nola' dall'Accademia Nazionale dei Lincei. Per le sue attività di ricerca sulla battaglia del Trasimeno ha ricevuto la cittadinanza onoraria di Tuoro sul Trasimeno. È socio dell'Accademia delle Scienze di Bologna e dirige la Rivista Storica dell'Antichità. Specialista di storia annibalica e di storia militare antica, è autore di oltre centotrenta pubblicazioni, tra cui otto monografie su personaggi della Roma repubblicana, molte delle quali sono state tradotte in più lingue e di alcune trasmissioni radio, tra cui due serie di 20 puntate andate in onda nel 1999 su Radio Due dedicate ad Annibale e Silla.

## Opere
- Studi militari romani, Bologna, CLUEB, 1983.
- Annibale, strategia e immagine, Perugia, Provincia di Perugia, 1984.
- Studi di storia annibalica, Faenza, F.lli Lega, 1984.
- Carcopino, Cartagine e altri scritti, Sassari, Università degli studi, 1989.
- Il coro intarsiato dell'Abbazia di Monte Oliveto Maggiore, Milano, Silvana editoriale, 1989. ISBN 88-366-0238-X.
- Annibale. Come un'autobiografia, Milano, Rusconi, 1994. ISBN 88-18-23041-7.
- Storia di Roma, I, Dalle origini ad Azio, Bologna, Pàtron, 1997. ISBN 88-555-2419-4.
- Annibale, Roma, Rai-ERI, 2000. ISBN 88-397-1113-9.
- Il guerriero, l'oplita, il legionario. Gli eserciti nel mondo classico, Bologna, Il mulino, 2002. ISBN 88-15-08907-1; 2008. ISBN 978-88-15-12567-5.
- Silla, Roma, Rai-ERI, 2004. ISBN 88-397-1301-8.
- Gli eventi, in Passeggiate archeologiche piacentine. Da Piacenza a Veleia, Reggio Emilia, Diabasis, 2004. ISBN 88-8103-298-8.
- Ancora su Illyriciani e Soldatenkaiser. Qualche ulteriore proposta per una messa a fuoco del problema, in Dall'Adriatico al Danubio: l'illirico nell'età greca e romana. Atti del Convegno internazionale, Cividale del Friuli, 25-27 settembre 2003, a cura di Gianpaolo Urso, Pisa, ETS, 2004, pp. 319-342. ISBN 88-467-1069-X.
- L'età repubblicana, in Storia di Bologna, I, Bologna nell'antichità, Bologna, Bononia University Press, 2005. ISBN 88-7395-109-0.
- Si vis pacem, para bellum, in Storia romana e storia moderna. Fasi in prospettiva, a cura di Mario Pani, Bari, Edipuglia, 2005. ISBN 88-7228-410-4.
- Scipione e Annibale. La guerra per salvare Roma, Roma-Bari, Laterza, 2007, ISBN 978-88-420-8332-0.
- Leoni sul Danubio: nuove considerazioni su un episodio delle guerre di Marco Aurelio, con Cristiano Sigurani, in Roma e le province del Danubio. Atti del I convegno internazionale, Ferrara-Cento, 15-17 ottobre 2009, a cura di Livio Zerbini, Soveria Mannelli, Rubbettino, 2010. ISBN 978-88-498-2828-3.
- Metus Punicus. Studi e ricerche su Annibale e Roma, Imola, Angelini, 2011. ISBN 978-88-87930-67-2.
- Roma. Potere e identità dalle origini alla nascita dell'impero cristiano, Bologna, Pàtron, 2012, ISBN 978-88-555-3153-5.
- 70 d.C. La conquista di Gerusalemme, Roma-Bari, Laterza, 2015, ISBN 978-88-581-1979-2.
- Canne. La sconfitta che fece vincere Roma, Bologna, Il mulino, 2016. ISBN 978-88-15-26416-9.
- Guerre puniche, a cura di, Milano, Corriere della Sera, 2016.
- Guerre partiche, a cura di, Milano, Corriere della Sera, 2016.
- Ribelli contro Roma. Gli schiavi, Spartaco, l'altra Italia, Bologna, Il mulino, 2017. ISBN 978-88-15-27378-9.